# 카롤리네 마틸데 폰 작센코부르크고타 공녀
작센코부르크고타 공녀 카롤리네 마틸데(Caroline Matilda Helen Louise Augusta Beatrice, 1912년 6월 22일 ~ 1983년 11월 5일)는 작센코부르크고타 공국의 공녀이다.

## 생애
작센코부르크고타의 마지막 군주 카를 에두아르트와 그의 아내 빅토리아 아델하이트 사이에서 태어난 딸로, 베스테르보텐 공작 부인 작센코부르크고타 공녀 지빌라는 그녀의 언니이다. 따라서 스웨덴 국왕 칼 16세 구스타프의 이모이다.
카롤리네 마틸데는 평생 세 번 결혼했다. 첫 번째 남편 프리드리히 볼프강 오토와는 1931년 결혼해 1938년 이혼했으며 그는 2차 세계대전 중에 전사했다. 1938년 결혼한 두 번째 남편 막스 슈니링 또한 비행기 사고로 사망했다. 세 번째 남편 카를 오토 안드레와는 1946년 12월 23일 결혼했으나 1949년 이혼했다.
작센코부르크고타 집안은 2차 세계대전 중 나치에 협력했고 이로 인해 전후 재산을 몰수당했다. 카롤리네 마틸데는 제화공이 되었으며 1983년 에를랑겐에서 죽었다. 전 남편들과의 사이에서 4남 2녀를 두었다. 